# Mircea Lucescu
Mircea Lucescu  (Bucarest, Rumania, 29 de julio de 1945) es un exfutbolista y actual entrenador de fútbol rumano que ha ganado títulos con 5 equipos diferentes de 4 países diferentes: Shakhtar Donetsk, Dinamo Bucarest, Galatasaray, Rapid Bucarest y Zenit; de Ucrania, Rumania, Turquía y Rusia. Actualmente dirige a la selección de Rumania.

## Trayectoria
Mircea Lucescu empezó su carrera profesional en el Dinamo de Bucarest. Debutó en la Divizia A el 21 de junio de 1964 en la victoria de su equipo contra el Rapid de Bucarest. Gana dos títulos de Liga y uno de Copa.
En 1965, ante la falta de oportunidades en el Dinamo, se marcha a jugar a un equipo de la de la Divizia B, el Știința Bukarest. El Știința Bukarest se cambió el nombre al año siguiente por el de Politehnica Bucarest (actualmente el club se denomina FC Sportul Studențesc București).
Al cabo de dos años regresa al Dinamo de Bucarest, donde permanece hasta 1977. En esta etapa conquista cuatro Ligas y una Copa de Rumania.
Luego recala en el FC Corvinul Hunedoara y empieza su carrera de entrenador.
En 1990 Lucescu vuelve de nuevo a jugar, aunque solo algunos partidos, con el Dinamo de Bucarest. Ese año consigue dos nuevos títulos, una Liga y una Copa de Rumania.
Selección nacional
Ha sido internacional con la Selección de fútbol de Rumania en 74 ocasiones. Su debut con la camiseta nacional se produjo el 2 de noviembre de 1966 en un partido contra Suiza. Ha sido el capitán de su selección en 23 encuentros.
Participó en la Copa Mundial de Fútbol de México de 1970. Jugó los tres partidos que su selección disputó en el torneo (Brasil 3-2 Rumania, Rumania 2-1 Checoslovaquia e Inglaterra 1-0 Rumania)

### Entrenador
Empezó su etapa como entrenador en la temporada 1979-80 en el Corvinul Hunedoara mientras todavía era jugador. Así que, además de entrenar, jugaba algunos encuentros. En este equipo realizó un gran trabajo consiguiendo buenos resultados.
En 1981 comenzó también a entrenar a las divisiones inferiores de la Selección de fútbol de Rumania. El 10 de octubre de 1981 Rumania perdió contra Suiza en un partido de clasificación para la Copa Mundial de Fútbol de 1982 y el entrenador fue destituido. Pocos días después, el 17 de octubre, Mircea Lucescu fue nombrado seleccionador. Debutó en el banquillo de la selección el 11 de noviembre, curiosamente contra Suiza. Consiguió clasificar a su país para participar en la Eurocopa de Francia de 1984, aunque en ese campeonato Rumania no pasó de la fase de grupos. Debido a una serie de malos resultados, y a la no clasificación de Rumania para disputar la Copa Mundial de Fútbol de México de 1986, Lucescu fue destituido el 3 de octubre de 1986, siendo sustituido por Emerich Jenei. Mircea Lucescu entrenó a su selección en un total de 59 ocasiones, convirtiéndose en el seleccionador con más partidos en la historia de la Selección de fútbol de Rumania.
Después de su etapa como seleccionador ficha por el Dinamo de Bucarest. En la temporada 1989-90 conquista el título de Liga. También se proclama campeón de la Copa de Rumania.
Luego se marchó a Italia para entrenar al Pisa Calcio. No cosechó muy buenos resultados y el equipo acabó en 16.ª posición, descendiendo a la Serie B.
Al año siguiente, firmó por el Brescia Calcio. Ese mismo año consigue el ascenso a la Serie A, aunque en la campaña siguiente no logró mantener la categoría. En 1994 volvió a lograr el ascenso.
En la temporada 1996-97 entrenó al AC Reggiana, y después regresó a su país para sentarse en el banquillo del Rapid de Bucarest.
Al año siguiente entrenó al Inter de Milán, para luego dimitir y regresar al Rapid de Bucarest, con el que conquistó el título de Liga en 2000.
Después de esta etapa se marchó a Turquía, donde entrenó al Galatasaray (con el que gana una Supercopa de Europa, una Liga y una Copa de Turquía) y al Beşiktaş (obteniendo el título de Liga).
En 2004, fichó por el Shakhtar Donetsk ucraniano. Con este club ganó 8 Ligas, 6 Copas de Ucrania y una Copa de la UEFA en 12 años.
El 21 de mayo de 2016, se desvinculó del club ucraniano tras 12 años ganando su sexta y última Copa de Ucrania. Unos días después, se incorporó al FC Zenit de San Petersburgo. Fue destituido tras una sola temporada en el cargo, en la que solo ganó la Supercopa de Rusia.
El 2 de agosto de 2017, sustituyó a Fatih Terim como nuevo seleccionador de Turquía. Cesó en sus funciones el 11 de febrero de 2019, tras no poder clasificarse para el Mundial de Rusia y descender en la Liga de las Naciones.
El 23 de julio de 2020, fichó por el Dinamo de Kiev de la Liga Premier de Ucrania.El 4 de noviembre de 2023, dimitió de su cargo después de perder contra su ex equipo el Shakhtar Donetsk.
En agosto de 2024, inició su segunda etapa al frente de la selección de Rumania.

### Otros
Mircea Lucescu es padre del ex guardameta y actual entrenador Răzvan Lucescu.

## Clubes

### Como jugador
| Club               | País    | Año       |
| ------------------ | ------- | --------- |
| Dinamo Bucarest    | Rumania | 1963-1965 |
| Sportul Studențesc | Rumania | 1965-1967 |
| Dinamo Bucarest    | Rumania | 1967-1977 |
| Corvinul Hunedoara | Rumania | 1977-1982 |
| Dinamo Bucarest    | Rumania | 1990      |

### Como entrenador
| Club                 | País    | Año           |
| -------------------- | ------- | ------------- |
| Corvinul Hunedoara   | Rumania | 1979-1981     |
| Selección de Rumania | Rumania | 1981-1986     |
| Dinamo Bucarest      | Rumania | 1986-1990     |
| Pisa Calcio          | Italia  | 1990-1991     |
| Brescia Calcio       | Italia  | 1991-1996     |
| Reggiana             | Italia  | 1996-1997     |
| Rapid Bucarest       | Rumania | 1997-1998     |
| Inter de Milán       | Italia  | 1998-1999     |
| Rapid de Bucarest    | Rumania | 1999-2000     |
| Galatasaray          | Turquía | 2000-2002     |
| Beşiktaş             | Turquía | 2002-2004     |
| Shakhtar Donetsk     | Ucrania | 2004-2016     |
| Zenit                | Rusia   | 2016-2017     |
| Selección de Turquía | Turquía | 2017-2019     |
| Dinamo de Kiev       | Ucrania | 2020-2023     |
| Selección de Rumania | Rumania | 2024-presente |

## Estadísticas como entrenador
| Club                 | País                | Año                 | PJ          | PG          | PE          | PP          | Efectividad |
| -------------------- | ------------------- | ------------------- | ----------- | ----------- | ----------- | ----------- | ----------- |
| Corvinul Hunedoara   | Rumania             | 1979-1981           | Desconocido | Desconocido | Desconocido | Desconocido | Desconocido |
| Selección de Rumania | Rumania             | 1981-1986           | 58          | 24          | 19          | 15          | 52.3%       |
| Dinamo Bucarest      | Rumania             | 1986-1990           | 177         | 132         | 28          | 17          | 79.85%      |
| Pisa Calcio          | Italia              | 1990-1991           | 24          | 8           | 5           | 11          | 40.27%      |
| Brescia Calcio       | Italia              | 1991-1996           | 180         | 54          | 68          | 58          | 42.59%      |
| Reggiana             | Italia              | 1996-1997           | 13          | 1           | 4           | 8           | 17.95%      |
| Rapid Bucarest       | Rumania             | 1997-1998           | 57          | 41          | 11          | 5           | 78.36%      |
| Inter de Milán       | Italia              | 1998-1999           | 17          | 4           | 4           | 9           | 31.37%      |
| Rapid de Bucarest    | Rumania             | 1999-2000           | 49          | 32          | 9           | 8           | 73%         |
| Galatasaray          | Turquía             | 2000-2002           | 106         | 64          | 22          | 20          | 67.3%       |
| Beşiktaş             | Turquía             | 2002-2004           | 89          | 53          | 19          | 17          | 66.67%      |
| Shakhtar Donetsk     | Ucrania             | 2004-2016           | 573         | 395         | 90          | 88          | 74.18%      |
| Zenit                | Rusia               | 2016-2017           | 40          | 25          | 7           | 8           | 68.33%      |
| Selección de Turquía | Turquía             | 2017-2019           | 17          | 4           | 6           | 7           | 35.29%      |
| Dinamo de Kiev       | Ucrania             | 2020-2023           | 126         | 70          | 21          | 35          | 61.12%      |
| Selección de Rumania | Rumania             | 2024-Act.           | 10          | 8           | 0           | 2           | 80%         |
| Total en su carrera  | Total en su carrera | Total en su carrera | 1537        | 916         | 313         | 308         | 66.39%      |

## Palmarés

### Como jugador

#### Títulos nacionales
| Título          | Equipo                | País    | Año     |
| --------------- | --------------------- | ------- | ------- |
| Liga I          | FC Dinamo de Bucarest | Rumania | 1963-64 |
| Copa de Rumanía | FC Dinamo de Bucarest | Rumania | 1963-64 |
| Liga I          | FC Dinamo de Bucarest | Rumania | 1964-65 |
| Copa de Rumanía | FC Dinamo de Bucarest | Rumania | 1967-68 |
| Liga I          | FC Dinamo de Bucarest | Rumania | 1970-71 |
| Liga I          | FC Dinamo de Bucarest | Rumania | 1972-73 |
| Liga I          | FC Dinamo de Bucarest | Rumania | 1974-75 |
| Liga I          | FC Dinamo de Bucarest | Rumania | 1976-77 |
| Liga I          | FC Dinamo de Bucarest | Rumania | 1989-90 |
| Copa de Rumanía | FC Dinamo de Bucarest | Rumania | 1989-90 |

### Como entrenador

#### Títulos nacionales
| Título               | Equipo                | País    | Año     |
| -------------------- | --------------------- | ------- | ------- |
| Liga I               | FC Dinamo de Bucarest | Rumania | 1989-90 |
| Copa de Rumanía      | FC Dinamo de Bucarest | Rumania | 1989-90 |
| Serie B              | Brescia Calcio        | Italia  | 1991-92 |
| Copa de Rumanía      | Rapid de Bucarest     | Rumania | 1997-98 |
| Liga I               | Rapid de Bucarest     | Rumania | 1998-99 |
| Supercopa de Rumania | Rapid de Bucarest     | Rumania | 1999    |
| Süper Lig            | Galatasaray S. K.     | Turquía | 2001-02 |
| Süper Lig            | Beşiktaş              | Turquía | 2002-03 |
| Copa de Ucrania      | Shakhtar Donetsk      | Ucrania | 2003-04 |
| Liga Premier         | Shakhtar Donetsk      | Ucrania | 2004-05 |
| Supercopa de Ucrania | Shakhtar Donetsk      | Ucrania | 2005    |
| Liga Premier         | Shakhtar Donetsk      | Ucrania | 2005-06 |
| Liga Premier         | Shakhtar Donetsk      | Ucrania | 2007-08 |
| Copa de Ucrania      | Shakhtar Donetsk      | Ucrania | 2007-08 |
| Supercopa de Ucrania | Shakhtar Donetsk      | Ucrania | 2008    |
| Liga Premier         | Shakhtar Donetsk      | Ucrania | 2009-10 |
| Supercopa de Ucrania | Shakhtar Donetsk      | Ucrania | 2010    |
| Liga Premier         | Shakhtar Donetsk      | Ucrania | 2010-11 |
| Copa de Ucrania      | Shakhtar Donetsk      | Ucrania | 2010-11 |
| Liga Premier         | Shakhtar Donetsk      | Ucrania | 2011-12 |
| Copa de Ucrania      | Shakhtar Donetsk      | Ucrania | 2011-12 |
| Supercopa de Ucrania | Shakhtar Donetsk      | Ucrania | 2012    |
| Liga Premier         | Shakhtar Donetsk      | Ucrania | 2012-13 |
| Copa de Ucrania      | Shakhtar Donetsk      | Ucrania | 2012-13 |
| Supercopa de Ucrania | Shakhtar Donetsk      | Ucrania | 2013    |
| Liga Premier         | Shakhtar Donetsk      | Ucrania | 2013-14 |
| Supercopa de Ucrania | Shakhtar Donetsk      | Ucrania | 2014    |
| Supercopa de Ucrania | Shakhtar Donetsk      | Ucrania | 2015    |
| Copa de Ucrania      | Shakhtar Donetsk      | Ucrania | 2015-16 |
| Supercopa de Rusia   | Zenit                 | Rusia   | 2016    |
| Copa de Ucrania      | Dinamo de Kiev        | Ucrania | 2019-20 |
| Supercopa de Ucrania | Dinamo de Kiev        | Ucrania | 2020    |
| Liga Premier         | Dinamo de Kiev        | Ucrania | 2020-21 |

#### Títulos internacionales
| Título              | Equipo            | Sede     | Año     |
| ------------------- | ----------------- | -------- | ------- |
| Supercopa de Europa | Galatasaray S. K. | Mónaco   | 2000    |
| Copa de la UEFA     | Shakhtar Donetsk  | Estambul | 2008-09 |